# Alfabeto bielorrusso
O alfabeto bielorrusso é baseado no alfabeto cirílico e é derivado do alfabeto do antigo eslavo eclesiástico. O alfabeto, em sua forma atual, existe desde 1918 e possui 32 letras: dez vogais (А, Е, Ё, І, О, У, Ы, Э, Ю, Я), 19 consoantes (Б, В, Г, Д, Ж, З, К, Л, М, Н, П, Р, С, Т, Ф, Х, Ц, Ч, Ш), 2 semivogais (Й, Ў), um sinal suave (Ь) e um apóstrofo (ʼ).

## Letras
A seguinte tabela mostra as letras do alfabeto bielorrusso e suas trasliterações para o alfabeto latino:
| Letra | Transliteração | Nome                     | AFI             |
| ----- | -------------- | ------------------------ | --------------- |
| А а   | A a            | а                        | /a/             |
| Б б   | B b            | бэ                       | /b/             |
| В в   | V v            | вэ                       | /v/             |
| Г г   | G g            | гэ                       | /ɣ/             |
| Д д   | D d            | дэ                       | /d/             |
| Е е   | E e            | е                        | /je, /ʲe/       |
| Ё ё   | Yo yo          | ё                        | /jo/, /ʲo/      |
| Ж ж   | Zh zh          | жэ                       | /ʐ/             |
| З з   | Z z            | зэ                       | /z/             |
| І і   | I i            | і                        | /i/, /ʲi/, /ji/ |
| Й й   | J j            | і нескладовае            | /j/             |
| К к   | K k            | ка                       | /k/             |
| Л л   | L l            | эл                       | /l/             |
| М м   | M m            | эм                       | /m/             |
| Н н   | N n            | эн                       | /n/             |
| О о   | O o            | о                        | /o/             |
| П п   | P p            | пэ                       | /p/             |
| Р р   | R r            | эр                       | /r/             |
| С с   | S s            | эс                       | /s/             |
| Т т   | T t            | тэ                       | /t/             |
| У у   | U u            | у                        | /u/             |
| Ў ў   | Ŭ ŭ            | у нескладовае/у кароткае | /w/             |
| Ф ф   | F f            | эф                       | /f/             |
| Х х   | Ch ch          | ха                       | /x/             |
| Ц ц   | C c            | цэ                       | /ts/            |
| Ч ч   | Č č            | чэ                       | /tʂ/            |
| Ш ш   | Š š            | ша                       | /ʂ/             |
| Ы ы   | Y y            | ы                        | /ɨ/             |
| Ь ь   | *              | мяккі знак               | /ʲ/             |
| Э э   | E e            | э                        | /ɛ/             |
| Ю ю   | Yu yu          | ю                        | /ju/, /ʲu/      |
| Я я   | Ya ya          | я                        | /ja/, /ʲa/      |
| ʼ     | *              | апостраф                 | -               |

- Letras com * não são transliteráveis e preferencialmente são mantidas nas transliterações. Абʼект > Abʼekt, Выступаць > Vɨstupatsь

## Detalhes
Oficialmente, a letra <г> representa tanto /ɣ/ quanto /ɡ/, embora este último seja encontrado somente em empréstimos e mimetismos. A letra <ґ> é utilizada por alguns para o último som, mas ela nunca pertenceu a uma codificação padrão do alfabeto bielorrusso. A combinação de <д> com as letras <ж> ou <з> pode denotar: ou dois respectivos sons distintos (por exemplo, em algumas combinações de prefixo-raiz: <пад-земны>, <ад-жыць>); ou o bielorrusso africado <дж> e <дз> (por exemplo, <падзея>, <джала>). Em algumas representações do alfabeto, as africadas são incluídas entre parênteses após a letra <д>, dando ênfase a seu estado principal, como: <… Дд (ДЖдж ДЗдз) Ее …>.
<Ў> não é um fonema distinto, mas a neutralização de /v/ e /l/, quando não há nenhuma sequência de vogal, assim como antes de uma consoante ou no final de uma palavra.
A palatalização das consoantes é indicada principalmente através da escolha da vogal, como mostrado aqui como /p/ e /pʲ/, ambos escritos com a letra <п>:
| palatalização | /p/ | /pʲ/ |
| final         | п   | пь   |
| antes de /a/  | па  | пя   |
| antes de /e/  | пэ  | пе   |
| antes de /i/  | пы  | пі   |
| antes de /o/  | по  | пё   |
| antes de /u/  | пу  | пю   |
Quando uma consoante não é palatizada e precede de /j/, o apóstrofo <’> é utilizado para separar a vogal: <п’я п’е п’і п’ё п’ю> /p’ja p’je p’i p’jo p’ju/.
Nas impressões feitas antes da Segunda Guerra Mundial, a forma <‘> foi utilizada. Na utilização prática no computador, é frequentemente substituído por <'>.

## História
O alfabeto dos Cirílicos Medievais (século XI) era formado por 43 letras. Durante a evolução do alfabeto bielorrusso, quinze letras foram retiradas (as quatro últimas após a primeira gramática oficial da Bielorrússia, em 1918) e quatro novas letras foram adicionadas, totalizando as atuais 32 letras do alfabeto.
As novas letras foram:
- Letra <э> ((CYRILLIC) EH): surgiu nos textos bielorrussos no final do século XV;
- Letra <й> ((CYRILLIC) SHORT I): evoluiu de <и> ((CYRILLIC) I) combinado com o sinal diacrítico, no final do século XVI;
- Letra <ё> ((CYRILLIC) IO): foi adotada a partir do alfabeto russo em meados do século XIX;
- Letra <ў> ((CYRILLIC) SHORT U): foi proposto pelo linguista russo Pyotr Bezsonov em 1870.

O alfabeto bielorrusso, em sua forma moderna, existe formalmemte desde a adoção da gramática bielorrussa de Branislaw Tarashkyevich para utilização no sistema de ensino do Estado soviético em 1918.[carece de fontes?] Antes disso, várias versões ligeiramente diferentes do alfabeto foram utilizadas informalmente.[carece de fontes?]
Na década de 1920 e, notavelmente, na Conferência Acadêmica da Bielorrússia (1926), foram propostas variadas alterações do alfabeto bielorrusso. Notavelmente, substituindo <й> por <ј> ((CYRILLIC) JE), e/ou substituindo <е>, <ё>, <ю>, <я> por <је> (ou então por <јє>), <јо>, <ју>, <ја>, respectivamente, e/ou substituindo <ы> por <и>, e/ou introduzindo <ґ>, e/ou introduzindo <ґ>, e/ou introduzindo grafemas especiais/ligaduras para as africadas <дж>, <дз>, etc. Mesmo a introdução do alfabeto latino foi contemplada em um momento (por exemplo, a proposta de Zhylunovich na Conferência Acadêmica da Bielorrússia (1926)). None of this was implemented, though. Nada disso foi implementado, no entanto.
| Оо | Аа   | Ээ   | Бб | Ґґ | Гг | Хх | Дд | Ее | Ёё |
| Яя | ДЗдз | ДЖдж | Зз | Жж | Іі | Йй | Кк | Лл | Мм |
| Нн | Пп   | Рр   | Сс | Шш | Тт | Вв | Уу | Ўў | Фф |
| Ьь | Цц   | Чч   | Ыы | Юю |    |    |    |    |    |

Nota: Nomes próprios e de lugares são escritos pelo sistema de romanização BGN/PCGN para a Bielorrússia.